# Boston baked beans
Boston baked beans ou feijoada à moda de Boston, alimento do tempo dos pioneiros, é considerado prato nacional tanto nos Estados Unidos como no Canadá.
Os lenhadores da fronteira canadiana cozinhavam-na uma vez por semana. deixavam-na as arrefecer e, quando precisavam, cortavam um bocado que aqueciam numa caçarola de ferro.
Os puritanos da Nova Inglaterra apreciavam os Boston baked beans, sobretudo porque podiam preparar-se sem trabalho, nem cuidados, nos dias dedicados ao Senhor.
A versão original da receita leva xarope de ácer, mas pode usar-se o melaço de beterraba.